# Enrico Linscheer
Enrico Gustavo Linscheer (19 oktober 1974) is een zwemmer uit Suriname.
Op de Olympische Zomerspelen van Barcelona in 1992 zwom Linscheer op de 50 en 100 meter vrije slag.
Tijdens de Olympische Zomerspelen van Atlanta in 1996 was hij de vlaggendrager voor Suriname. Hier zwom hij op de 50 meter vrije slag.
Enrico is de jongere broer van Olympisch zwemmer Giovanni Linscheer.